# Квітнева вулиця (Київ, Голосіївський район)
Квітне́ва ву́лиця — вулиця в Голосіївському районі міста Києва, місцевість Феофанія (садове товариство «Метролог»). Пролягає від Січневої вулиці до території державного заповідного господарства «Феофанія».

## Історія
Виникла на початку 2010-х років як вулиця без назви на території садового товариства «Метролог». Сучасна назва — з 2013 року.
З 1955 року до середини 1980-х років також існувала Квітнева вулиця на Пріорці. Була ліквідована у зв'язку зі знесенням старої забудови.